# Truck van het jaar
Truck van het jaar is een Nederlandse onderscheiding die vanaf 2012 jaarlijks toegekend wordt aan een vrachtwagen. De verkiezing wordt georganiseerd door het vrachtwagentijdschrift Truckstar. De trucks worden beoordeeld door een testpanel van vrachtwagenchauffeurs. De gedachte achter de verkiezing is, dat de dagelijks gebruiker van een vrachtwagen het beste over een truck kan oordelen. Op 1 juni 2012 wordt bekendgemaakt welke truck de eerste Nederlandse truck van het jaar, "gekozen door chauffeurs" is. Deelnemende merken zijn Renault, Iveco, MAN, Mercedes, DAF, Scania en Volvo. De geteste uitvoeringen zijn vaak de lange-afstandscabines met een motorvermogen tussen de 450 en 500 pk.
Internationaal heb je jaarlijks de Truck of the Year prijs. Die wordt toegekend door een internationale jury van journalisten uit de gespecialiseerde pers aan een nieuw type vrachtwagen. Daarmee beloont de jury vernieuwingen op het vlak van ontwerp en technologie die bijdragen tot de doelmatigheid van het goederenvervoer over de weg, waarbij gekeken wordt naar allerlei aspecten zoals bedrijfszekerheid, ergonomie, zuinigheid, kostprijs... De fabrikanten van vrachtwagens hechten veel belang aan deze onderscheiding en pakken er graag mee uit in hun promotiecampagnes. Het idee om zo een onderscheiding uit te reiken ontstond in 1976 bij een aantal Britse journalisten. De eerste editie was dan ook een puur Britse aangelegenheid, maar vanaf het volgende jaar werden journalisten uit andere Europese landen erbij betrokken. In 2001 waren er twintig landen in de jury vertegenwoordigd. De Nederlandse constructeur DAF won de titel zeven keer.

## Winnaars van de titel "International Truck of the Year"

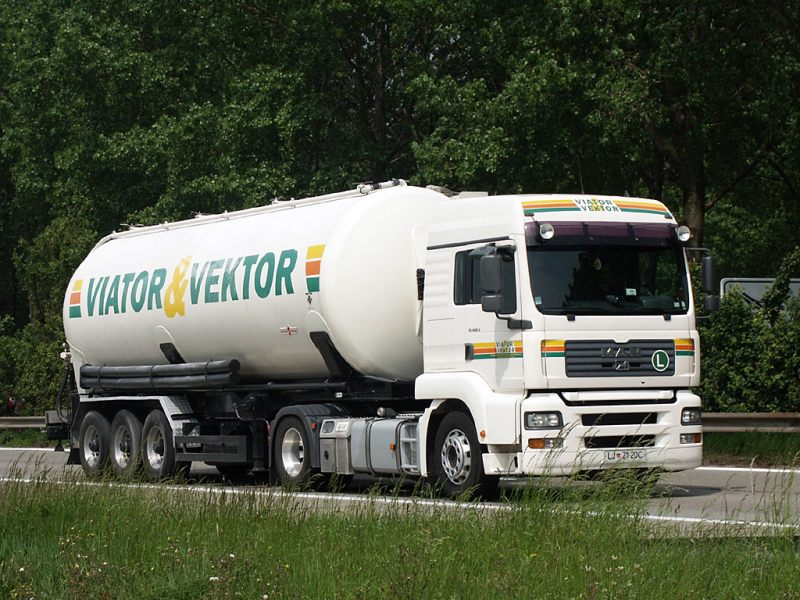
Viator & Vektor MAN TG-A, truck van het jaar 2001

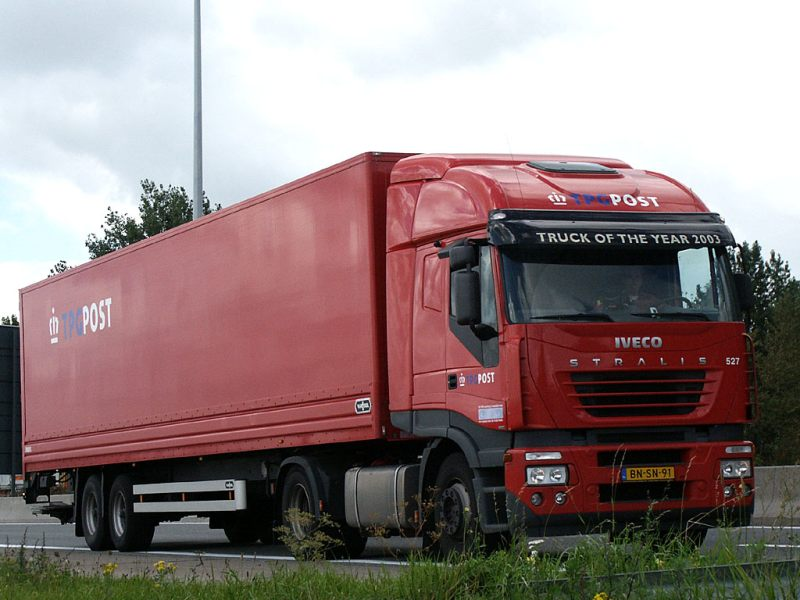
TPG Post Iveco Stralis AS 400 Euro III, truck van het jaar 2003

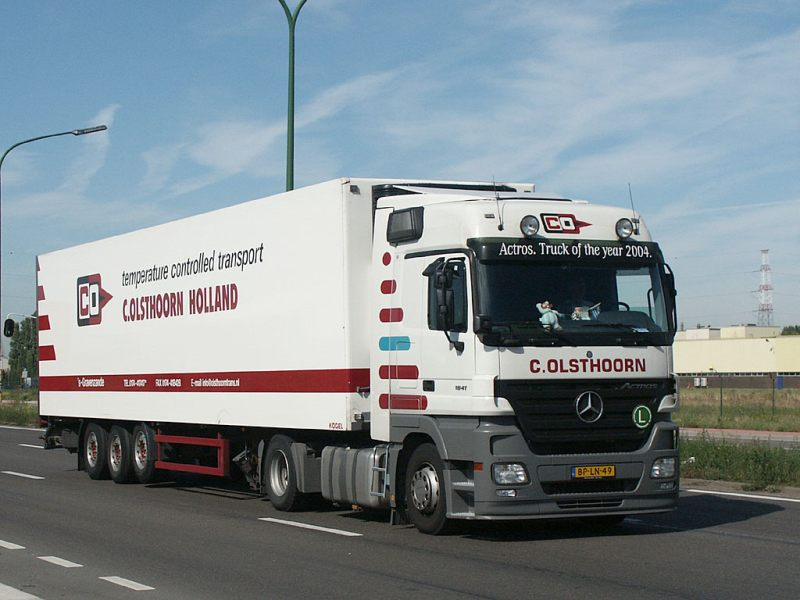
C.Olsthoorn Mercedes-Benz Actros 1841 Megaspace Euro III, truck van het jaar 2004

| Jaar | Fabrikant       | Model                   |
| ---- | --------------- | ----------------------- |
| 1977 | Seddon Atkinson | 200                     |
| 1978 | MAN             | 280                     |
| 1979 | Volvo           | F7                      |
| 1980 | MAN             | 321                     |
| 1981 | Leyland         | T45                     |
| 1982 | Ford            | Cargo                   |
| 1983 | Renault         | G260/290                |
| 1984 | Volvo           | F10                     |
| 1985 | Mercedes-Benz   | LN2                     |
| 1986 | Volvo           | FL-reeks                |
| 1987 | MAN             | F90                     |
| 1988 | DAF             | 95                      |
| 1989 | Scania          | 3-reeks                 |
| 1990 | Mercedes-Benz   | SK-reeks                |
| 1991 | Renault         | AE Magnum               |
| 1992 | Iveco           | Eurocargo               |
| 1993 | Iveco           | Eurotech                |
| 1994 | Volvo           | FH-reeks                |
| 1995 | MAN             | F2000                   |
| 1996 | Scania          | 4-reeks                 |
| 1997 | Mercedes-Benz   | Actros MP1              |
| 1998 | DAF             | 95XF                    |
| 1999 | Mercedes-Benz   | Atego MP1               |
| 2000 | Volvo           | FH-reeks, nieuwe versie |
| 2001 | MAN             | TGA                     |
| 2002 | DAF             | LF                      |
| 2003 | Iveco           | Stralis                 |
| 2004 | Mercedes-Benz   | Actros MP2              |
| 2005 | Scania          | R-serie                 |
| 2006 | MAN             | TGL                     |
| 2007 | DAF             | XF105                   |
| 2008 | MAN             | TGS en TGX series       |
| 2009 | Mercedes-Benz   | Actros MP3              |
| 2010 | Scania          | R-serie Phase II        |
| 2011 | Mercedes-Benz   | Atego MP2               |
| 2012 | Mercedes-Benz   | Actros MP4              |
| 2013 | Iveco           | Iveco Stralis Hi-Way    |
| 2014 | Volvo           | FH16                    |
| 2015 | Renault         | T                       |
| 2016 | Iveco           | Eurocargo               |
| 2017 | Scania          | nieuwe serie            |
| 2018 | DAF             | CF/XF                   |
| 2019 | Ford            | F-Max                   |
| 2020 | Mercedes-Benz   | Actros MP5              |
| 2021 | MAN             | TGX                     |
| 2022 | DAF             | XF/XG/XG+               |
| 2023 | DAF             | XD                      |
| 2024 | Volvo           | FH Electric             |
| 2025 | Mercedes-Benz   | eActros 600             |